# العلاقات الأيرلندية النيجيرية
العلاقات الأيرلندية النيجيرية هي العلاقات الثنائية التي تجمع بين جمهورية أيرلندا ونيجيريا.

## مقارنة بين البلدين
هذه مقارنة عامة ومرجعية للدولتين:
| وجه المقارنة                                              | جمهورية أيرلندا                                       | نيجيريا                     |
| --------------------------------------------------------- | ----------------------------------------------------- | --------------------------- |
| المساحة (كم2)                                             | 70.27 ألف                                             | 923.77 ألف                  |
| عدد السكان (نسمة)                                         | 4.76 مليون                                            | 190.89 مليون                |
| الكثافة السكانية (ن./كم²)                                 | 67.74                                                 | 206.64                      |
| العاصمة                                                   | دبلن                                                  | أبوجا، لاغوس                |
| اللغة الرسمية                                             | اللغة الأيرلندية، لغة إنجليزية، الإنجليزية الأيرلندية | لغة إنجليزية، اللغة اليوربا |
| العملة                                                    | جنيه أيرلندي، يورو، عملات اليورو الأيرلندية           | نيرة نيجيرية                |
| الناتج المحلي الإجمالي (بليون دولار)                      | 333.73 مليار                                          | 375.77 مليار                |
| الناتج المحلي الإجمالي (تعادل القوة الشرائية) بليون دولار | 318.16 مليار                                          | 1.09 تريليون                |
| الناتج المحلي الإجمالي الاسمي للفرد دولار أمريكي          | 61.13 ألف                                             | 2.64 ألف                    |
| الناتج المحلي الإجمالي للفرد دولار أمريكي                 |                                                       | 5.91 ألف                    |
| مؤشر التنمية البشرية                                      | 0.916                                                 | 0.514                       |
| رمز المكالمات الدولي                                      | +353                                                  | +234                        |
| رمز الإنترنت                                              | .ie                                                   | .ng                         |
| المنطقة الزمنية                                           | 00، ت ع م+01:00، أوروبا/دبلن ‏                         | ت ع م+01:00                 |

## منظمات دولية مشتركة
يشترك البلدان في عضوية مجموعة من المنظمات الدولية، منها:
| علم المنظمة | اسم المنظمة                               | تاريخ انضمام جمهورية أيرلندا | تاريخ انضمام نيجيريا |
| ----------- | ----------------------------------------- | ---------------------------- | -------------------- |
|             | مؤسسة التنمية الدولية                     | 22 ديسمبر 1960               | 14 نوفمبر 1961       |
|             | الأمم المتحدة                             | 14 ديسمبر 1955               | 7 أكتوبر 1960        |
|             | منظمة التجارة العالمية                    | ?                            | ?                    |
|             | منظمة الشرطة الجنائية الدولية             | ?                            | ?                    |
|             | المركز الدولي لتسوية المنازعات الاستشارية | 7 مايو 1981                  | 14 أكتوبر 1966       |
|             | الاتحاد الدولي للاتصالات                  | 8 ديسمبر 1923                | 11 أبريل 1961        |
|             | الفريق المعني برصد الأرض                  | ?                            | ?                    |
|             | البنك الدولي للإنشاء والتعمير             | 8 أغسطس 1957                 | 30 مارس 1961         |
|             | المنظمة الهيدروغرافية الدولية             | ?                            | ?                    |
|             | الاتحاد البريدي العالمي                   | ?                            | ?                    |
|             | منظمة حظر الأسلحة الكيميائية              | ?                            | ?                    |
|             | مؤسسة التمويل الدولية                     | 11 سبتمبر 1958               | 30 مارس 1961         |
|             | وكالة ضمان الاستثمار متعدد الأطراف        | 27 أكتوبر 1989               | 12 أبريل 1988        |
|             | يونسكو                                    | 3 أكتوبر 1961                | 14 نوفمبر 1960       |

## أعلام
هذه قائمة لبعض الشخصيات التي تربطها علاقات بالبلدين:
- باتريس ويلسون (19 يونيو 1983 – )
- باول مكغراث (لاعب كرة قدم أيرلندي، 4 ديسمبر 1959[20] – )
- صوفي سبينس (لاعبة رغبي أيرلندية، 26 فبراير 1987 – )

## وصلات خارجية
- موقع وزارة الخارجية النيجيرية